# Almendra (Vila Nova de Foz Côa)
Almendra ist eine Gemeinde (Freguesia) im portugiesischen Kreis Vila Nova de Foz Côa. In ihr leben 309 Einwohner (Stand 19. April 2021).

## Sehenswürdigkeiten

Kirche Nossa Senhora dos Anjos

- Kirche Nossa Senhora dos Anjos